# Bad Hindelang
Bad Hindelang – uzdrowiskowa gmina targowa w południowych Niemczech, w kraju związkowym Bawaria, w rejencji Szwabia, w regionie Allgäu, w powiecie Oberallgäu. Leży w Allgäu, w Alpach Algawskich, około 6 km na wschód od Sonthofen, nad rzeką Ostrach, przy drodze B308.

## Polityka

### Wójtowie
- 1900-1919:  Josef Anton Blanz
- 1920-1933:  Michael Haas
- 1933-1939:  Anton Schmid
- 1939-1945:  Karl Blanz
- 1945-1947:  Max Zillibiller, CSU
- 1947-1948:  Xaver Blenk
- 1948-1960:  Alois Haug
- 1960-1984:  Georg Scholl, CSU
- 1984-2008:  Roman Haug, Freie Wähler
- od 2008: Adalbert Martin, CSU

### Rada miasta
| Partia                                        | 2002 | 2008 |
| --------------------------------------------- | ---- | ---- |
| CSU                                           | 3    | 2    |
| SPD                                           | 1    | 1    |
| Freie Wählergemeinschaft Bad Oberdorf         | 3    | 3    |
| Freie Wählerschaft                            | 2    | 4    |
| Freier Wahlblock Vorderhindelang              | 2    | 2    |
| Parteilose Wählerschaft Hinterstein/Bruck     | 2    | 2    |
| Bürgerliche Parteilose Wählerschaft Unterjoch | 1    | 1    |
| Wählergemeinschaft Oberjoch                   | 1    | 1    |
| Bürgergemeinschaft                            | 1    | -    |
| Razem                                         | 16   | 16   |

## Galeria

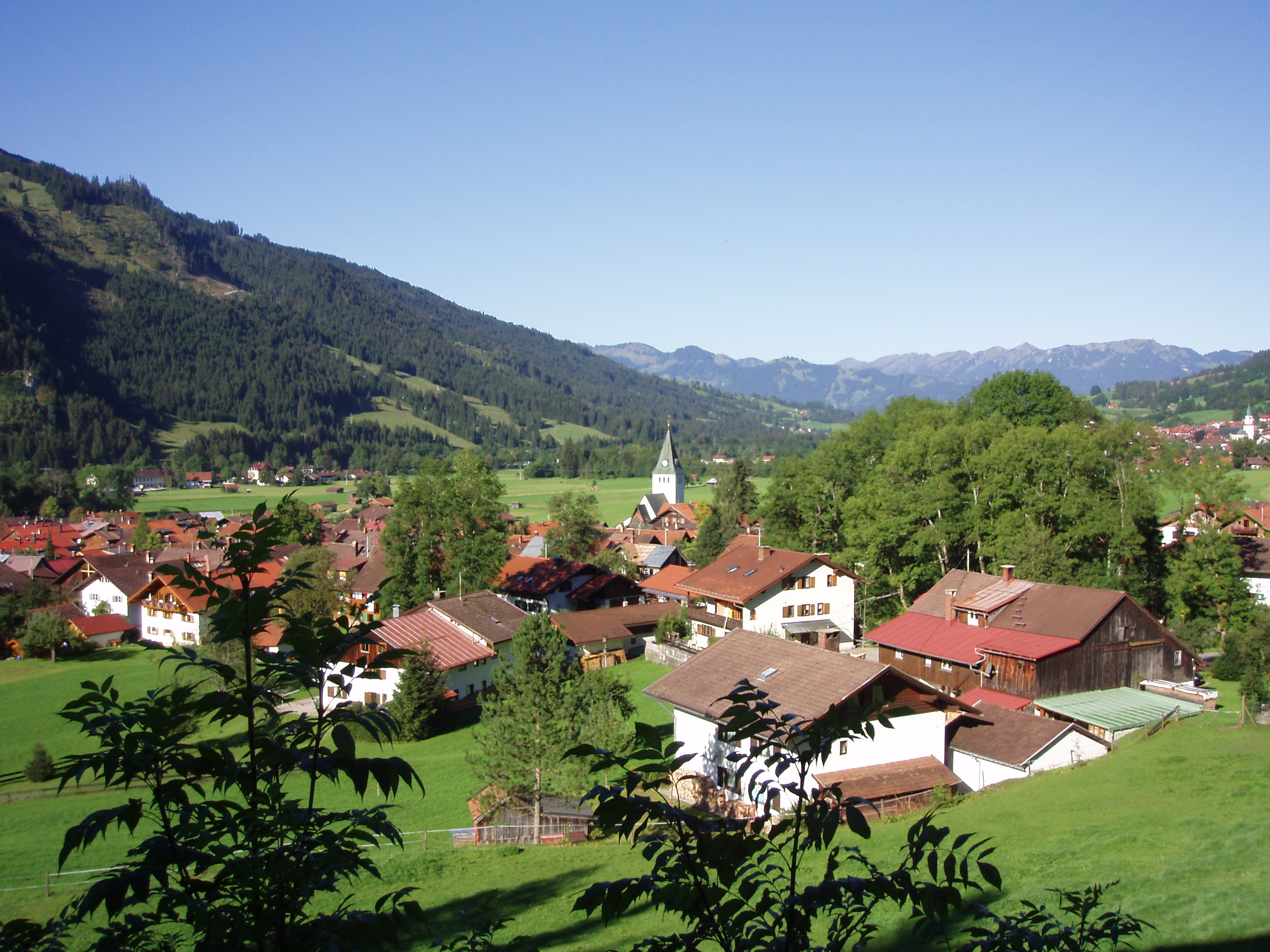
Bad Hindelang
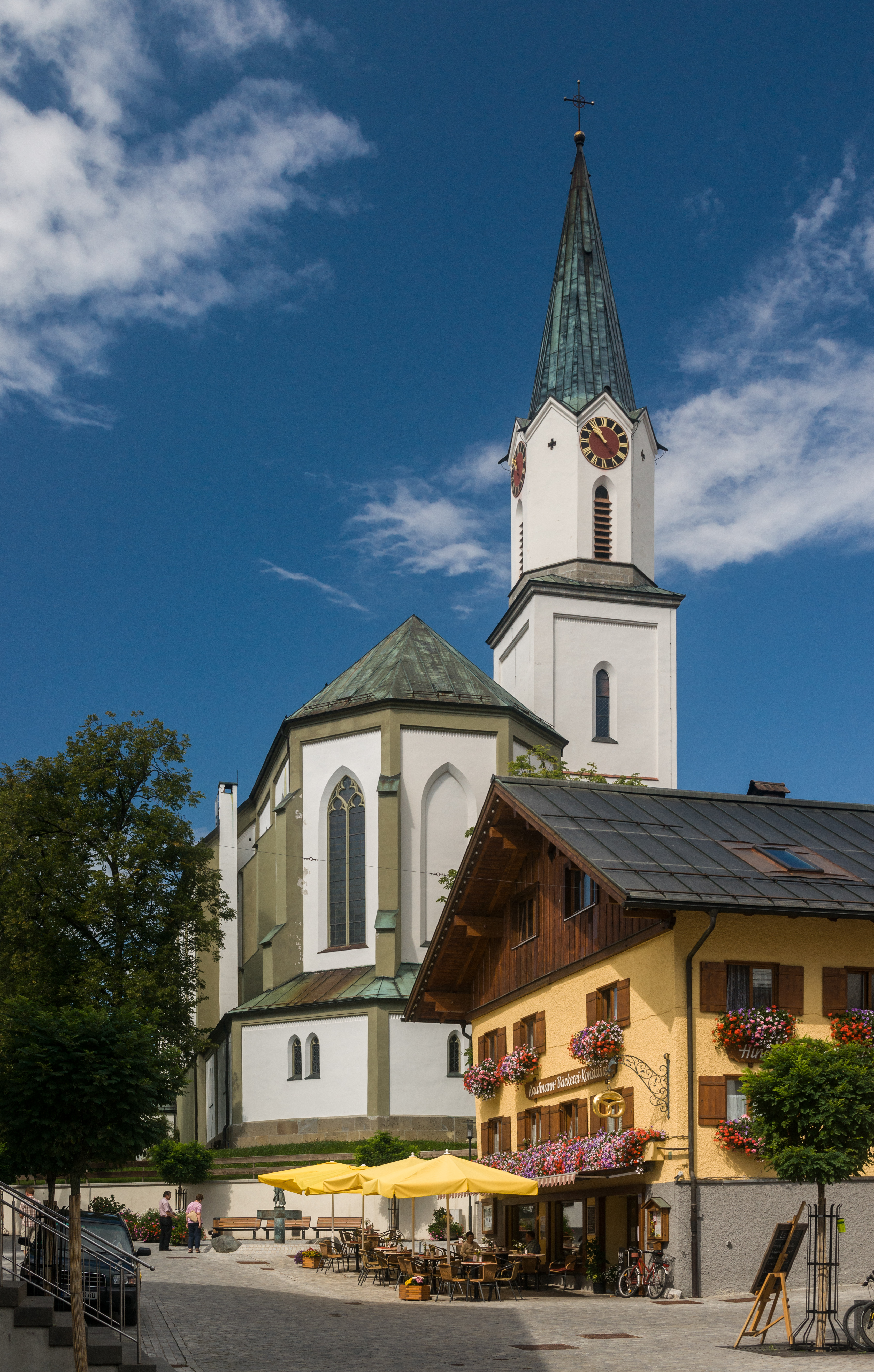
Kościół pw. św. Jana Chrzciciela (Johannes der Täufer)
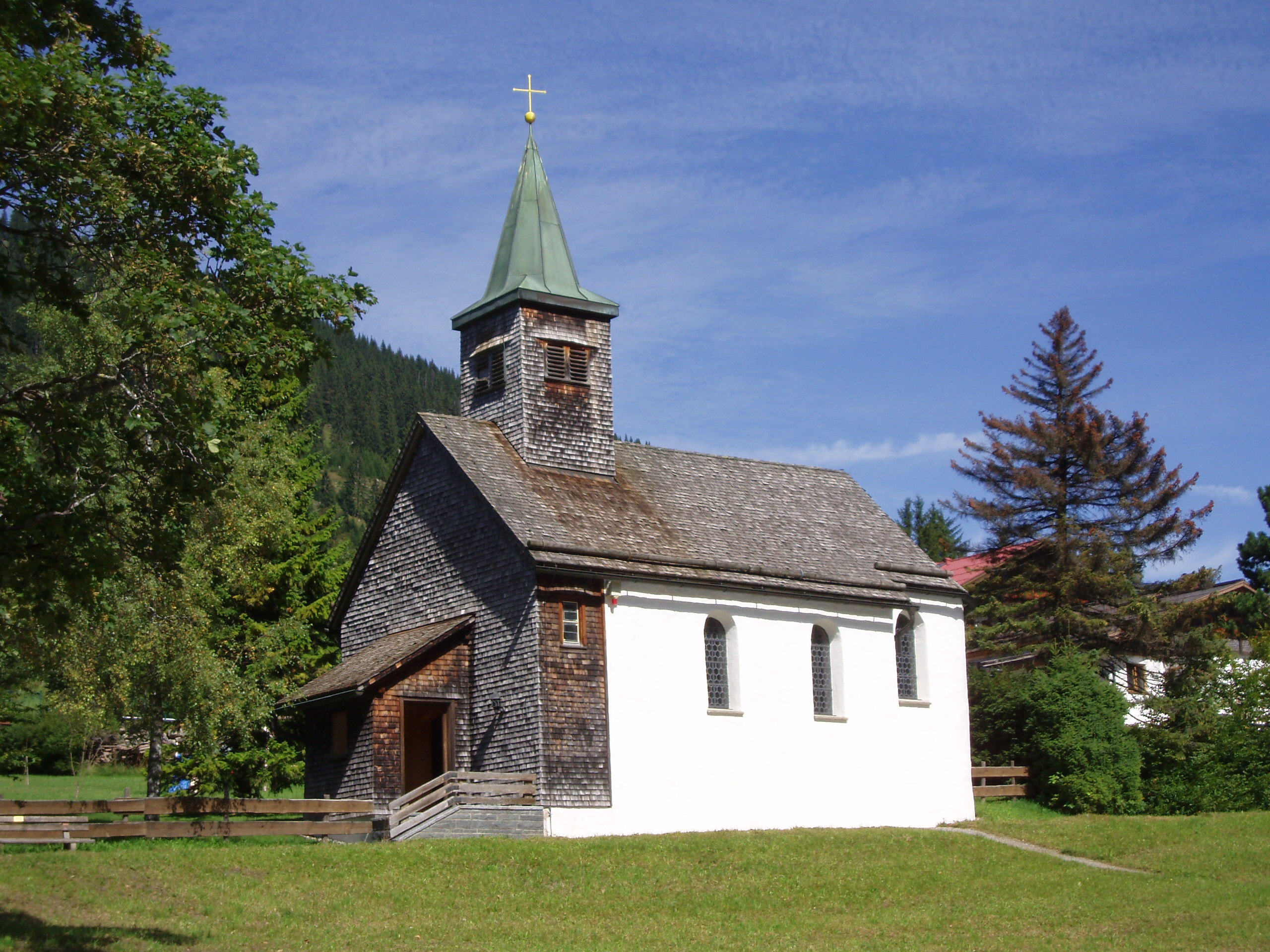
Kaplica w dzielnicy Oberjoch
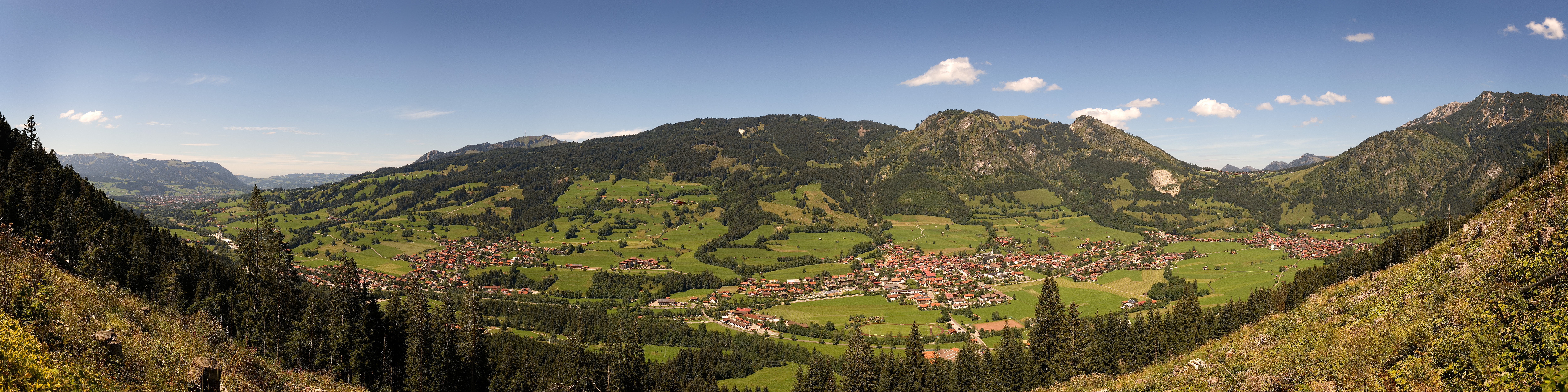
Panorama